# L'Ingegnere in blu
L'ingegnere in blu è un saggio autobiografico vincitore del Premio Flaiano per la narrativa pubblicato da Alberto Arbasino, che racconta l'amicizia con l'ingegnere e romanziere Carlo Emilio Gadda.

## Edizioni
- Alberto Arbasino, L'ingegnere in blu, Adelphi, 2008, ISBN 978-88-459-2240-4.